# Ładzice (gmina)
Pour les articles homonymes, voir Ładzice.
Ładzice est une gmina (commune) rurale (gmina wiejska) du powiat de Radomsko, dans la Voïvodie de Łódź, dans le centre de la Pologne.
Son siège administratif (chef-lieu) est le village de Ładzice, qui se situe environ 8 kilomètres (km) à l'ouest de Radomsko (siège du powiat) et 79 kilomètres au sud de la capitale régionale Łódź (capitale de la voïvodie).
La gmina couvre une superficie de 82,72 km2 pour une population de 4 928 habitants en 2006.

## Géographie
La gmina inclut les villages de:
- Adamów
- Borki
- Brodowe
- Jankowice
- Jedlno Drugie
- Jedlno Pierwsze
- Józefów
- Kozia Woda
- Ładzice
- Radziechowice Drugie
- Radziechowice Pierwsze
- Stobiecko Szlacheckie
- Tomaszów
- Wierzbica
- Wola Jedlińska
- Zakrzówek Szlachecki

### Gminy voisines

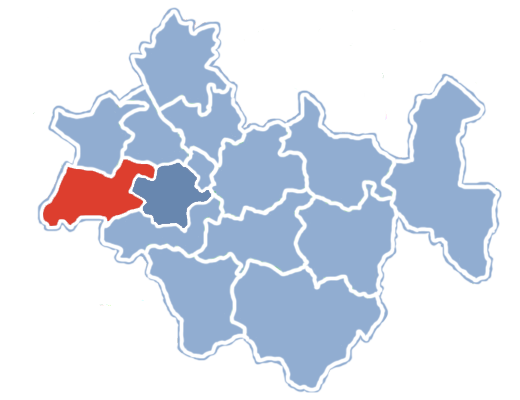
Position de la gmina dans le powiat

La gmina de Ładzice est voisine de:

la ville de :
- Radomsko

et des gminy de:
- Dobryszyce
- Kruszyna
- Lgota Wielka
- Nowa Brzeźnica
- Radomsko
- Strzelce Wielkie.

## Administration
De 1975 à 1998, la gmina était attachée administrativement à l'ancienne voïvodie de Piotrków.

Depuis 1999, elle fait partie de la nouvelle voïvodie de Łódź.

## Structure du terrain
D'après les données de 2002, la superficie de la commune de Ładzice est de 82,72 kilomètres carrés, répartis comme telle :
- terres agricoles : 73 %
- forêts : 19 %

La commune représente 5,73 % de la superficie du powiat.

## Démographie
Données du 30 juin 2010 :
| Description        | Total  | Total | Femmes | Femmes | Hommes | Hommes |
| ------------------ | ------ | ----- | ------ | ------ | ------ | ------ |
| Unité              | Nombre | %     | Nombre | %      | Nombre | %      |
| Population         | 4 898  | 100   | 2 363  | 47,3   | 2 535  | 52,7   |
| Densité (hab./km²) | 59     | 59    | 28     | 28     | 31     | 31     |